# رئیس ستاد کل نیروهای مسلح اسرائیل
رئیس ستاد کل نیروهای دفاعی اسرائیل (عبری: רֹאשׁ הַמַּטֶּה הַכְּלָלִי‎) ارشدترین جایگاه نظامی در مجموعه نیروهای دفاعی اسرائیل است، که ریاست ستاد کل نیروهای دفاعی اسرائیل را برعهده دارد. رئیس ستاد کل توسط رئیس‌جمهور این کشور منصوب می‌شود و به وزیر دفاع گزارش می‌دهد. هم‌اکنون سپهبد ایال زمیر ریاست ستاد کل را برعهده دارد.
رئیس ستاد کل برای یک دوره سه ساله که فقط یک سال قابل تمدید است، خدمت می‌کند. در هر زمان معین، رئیس ستاد کل تنها افسر فعالی است که بالاترین رتبه نیروهای دفاعی اسرائیل، یعنی راو آلوف را دارد که به انگلیسی به‌عنوان سپهبد، یا افسر سه ستاره، ترجمه می‌شود. تنها استثنا برای این قانون در طول جنگ یوم کیپور رخ داد، زمانی که رئیس سابق ستاد کل، حیم بار-لو، که در شروع و در طول جنگ عضو کابینه بود، از بازنشستگی خارج شد و در یک جایگاه پائین‌تر از رئیس ستاد و به عنوان فرمانده ستاد فرماندهی جنوبی منصوب شد. برای مدت کوتاهی، او و رئیس ستاد کل، داوید الازار، هر دو با رتبه راو آلوف (سپهبد) در نیروهای مسلح اسرائیل حضور داشتند و از آن پس تاکنون، تنها یک سپهبد فعال در نیروهای دفاعی اسرائیل حضور دارد که آن هم در جایگاه رئیس ستا  کل خدمت می‌کند.

## فرماندهان
۱. راو آلوف یاکوف دُری (۱۹۴۷–۱۹۴۹)
۲. راو آلوف ایگائیل یادین (۱۹۴۹–۱۹۵۲)
۳. راو آلوف مردخای ماکلیف (۱۹۵۲–۱۹۵۳)
۴. راو آلوف موشه دایان (۱۹۵۳–۱۹۵۸)
۵. راو آلوف حاییم لاسکوف (۱۹۵۸–۱۹۶۱)
۶. راو آلوف تزوی تزور (۱۹۶۱–۱۹۶۴)
۷. راو آلوف اسحاق رابین (۱۹۶۴–۱۹۶۸)
۸. راو آلوف حاییم بارلیف (۱۹۶۸–۱۹۷۲)
۹. راو آلوف داوید الازار (۱۹۷۲–۱۹۷۴)
۱۰. راو آلوف موردخای گور (۱۹۷۴–۱۹۸۳)
۱۱. راو آلوف رافائل ایتان (۱۹۷۸–۱۹۸۳)
۱۲. راو آلوف موشه لِوی (۱۹۸۳–۱۹۸۷)
۱۳. راو آلوف دَن شومرون (۱۹۸۷–۱۹۹۱)
۱۴. راو آلوف ایهود باراک (۱۹۹۱–۱۹۹۵)
۱۵. راو آلوف آمنون لیپکین-شاهاک (۱۹۹۵–۱۹۹۸)
۱۶. راو آلوف شائول موفاز (۱۹۹۸–۲۰۰۲)
۱۷. راو آلوف موشه یالون (۲۰۰۲–۲۰۰۵)
۱۸. راو آلوف دان حالوتس (۲۰۰۵–۲۰۰۷)
۱۹. راو آلوف گبی اشکنازی (۲۰۰۷–۲۰۱۱)
۲۰. راو آلوف بنی گنتس (۲۰۱۱–۲۰۱۵)
۲۱. راو آلوف گادی آیزنکوت (۲۰۱۹–۲۰۱۵)
۲۲. راو آلوف آویو کوخاوی (۲۰۱۹–۲۰۲۳)
۲۳. راو آلوف هرتزی هالوی (۲۰۲۳–۲۰۲۵)
۲۴. راو آلوف ایال زمیر (۲۰۲۵–اکنون)